# Szymbark (województwo warmińsko-mazurskie)
Szymbark (niem. Schönberg) – osada w Polsce położona w województwie warmińsko-mazurskim, w powiecie iławskim, w gminie Iława, nad Jeziorem Szymbarskim.
Wieś wymieniona została po raz pierwszy wymieniona w 1378 jako osada przyzamkowa. W latach 1975–1998 miejscowość położona była w województwie olsztyńskim.

## Zabytki
- Ruiny gotyckiego zamku kapituły pomezańskiej. Budowę zamku rozpoczęto w połowie XIV wieku, kontynuował ją biskup Henryk ze Skarlina. Po sekularyzacji Prus w latach 1520–1526 zamek był we władaniu Stanisława Kostki starosty królewskiego Zygmunta I[5]. Stanisław Kostka odsprzedał, w 1529 roku, swoje prawa posiadania zamku w Szymbarku Georgowi von Polentz[6]. Po sekularyzacji zakonu krzyżackiego stał się własnością rodu von Polentzów, którzy przebudowali go na rezydencję renesansową. Od 1699 należał do rodu Finck von Finckensteinów. W latach 1856–1858 dobudowano nowe skrzydło mieszkalne, ostatnie przebudowy w drugiej połowie XIX i na początku XX wieku. W 1946 został spalony przez Armię Czerwoną. W ostatnich latach częściowo go odbudowano. Zachowały się mury z 10 wieżami (pierwotnie było ich 12)[4].
- Młyn i dom nr 19 (drewniany), z drugiej połowy XIX wieku.

## Pomniki przyrody
W pobliżu ruin zamku (bliżej drogi Iława-Susz) rośnie ponad 210-letni jesion o obwodzie 325 cm i wysokości 40 m oraz 200-letnie sosny. Od strony wsi Kamionka do zamku prowadzi aleja starych dębów.